# Rumuńskie odrodzenie narodowe
W czasie panowania austro-węgierskiego w Siedmiogrodzie oraz osmańskiej władzy zwierzchniej nad Wołoszczyzną i Mołdawią Wołosi byli obywatelami drugiej kategorii, np. w wielu siedmiogrodzkich miastach, jak Braszów (wówczas Kronstadt) nie mieli prawa mieszkać w obrębie murów miejskich.
Wołosi pierwotnie szukali wsparcia w Rosji, gdyż myśleli, że kraj ten pomoże prawosławnym mieszkańcom Wołoszczyzny i Mołdawii powstać przeciwko tureckiemu imperium. Jednak ekspansjonistyczna polityka rosyjskiego caratu (aneksja Besarabii w 1812) uświadomiła Wołochom, te ziemie zostałyby częścią innego wielkiego państwa. Gdy Austria zaanektowała w 1718 Oltenię (przywróconą Wołoszczyźnie w 1739) i Bukowinę w 1775 – Wołosi zaczęli poszukiwać sojuszników w Europie Zachodniej.

## Kalendarium
| 1812 | Rosja anektuje Besarabię. |
| 1821 | Powstanie wołoskie pod wodzą Tudora Vladimirescu oraz akcja zbrojna Filiki Eteria pod wodzą Aleksandra Ipsilantiego w Mołdawii i na Wołoszczyźnie. |
| 1829 | Traktat adrianopolski: Mołdawia i Wołoszczyzna stają się rosyjskim protektoratem.                                                                  |
| 1834 | Rosjanie wycofują się z Wołoszczyzny i Mołdawii.                                                                                                   |
| 1846 | Unia Mołdawii i Wołoszczyzny |
| 1848 | Wiosna Ludów: nieudane rewolucje w Mołdawii, Wołoszczyźnie i Siedmiogrodzie.                                                                       |
|      | Rosjanie ponownie wkraczają do Mołdawii i Wołoszczyzny.                                                                                            |
| 1856 | Wojna krymska: częściowe wycofanie się Rosjan. |
| 1859 | Aleksander Jan Cuza jednoczy Mołdawię i Wołoszczyznę – unia personalna.                                                                            |
| 1861 | Założenie Asociația Transilvană pentru Literatura Română și Cultura Poporului Român (ASTRA)                                                        |
| 1862 | Unia realna Mołdawii i Wołoszczyzny. Powstaje Księstwo Rumunii.                                                                                    |
| 1867 | Powstanie Austro-Węgier – zniesienie autonomii Siedmiogrodu.                                                                                       |
| 1918 | Po I wojnie światowej Transylwania, Banat, Besarabia, Bukowina, Kriszana i Marmarosz zostają anektowane przez Rumunię.                             |